# C1orf43
C1orf43 (англ. Chromosome 1 open reading frame 43) – білок, який кодується однойменним геном, розташованим у людей на 1-й хромосомі. Довжина поліпептидного ланцюга білка становить 253 амінокислот, а молекулярна маса — 28 779.
| 10         |  | 20         |  | 30         |  | 40         |  | 50         |
| ---------- |  | ---------- |  | ---------- |  | ---------- |  | ---------- |
| MASGSNWLSG |  | VNVVLVMAYG |  | SLVFVLLFIF |  | VKRQIMRFAM |  | KSRRGPHVPV |
| GHNAPKDLKE |  | EIDIRLSRVQ |  | DIKYEPQLLA |  | DDDARLLQLE |  | TQGNQSCYNY |
| LYRMKALDAI |  | RTSEIPFHSE |  | GRHPRSLMGK |  | NFRSYLLDLR |  | NTSTPFKGVR |
| KALIDTLLDG |  | YETARYGTGV |  | FGQNEYLRYQ |  | EALSELATAV |  | KARIGSSQRH |
| HQSAAKDLTQ |  | SPEVSPTTIQ |  | VTYLPSSQKS |  | KRAKHFLELK |  | SFKDNYNTLE |
| STL        |  |            |  |            |  |            |  |            |

A: Аланін

C: Цистеїн

D: Аспарагінова кислота

E: Глутамінова кислота

F: Фенілаланін

G: Гліцин

H: Гістидин

I: Ізолейцин

K: Лізин

L: Лейцин

M: Метіонін

N: Аспарагін

P: Пролін

Q: Глутамін

R: Аргінін

S: Серин

T: Треонін

V: Валін

W: Триптофан

Задіяний у такому біологічному процесі, як альтернативний сплайсинг. 
Локалізований у мембрані.